# Matt Bloom
Matthew Jason „Matt“ Bloom (* 14. listopadu 1972) je americký bývalý profesionální zápasník a profesionální fotbalista . V současné době pracuje v WWE, kde je hlavním trenérem ve WWE Performance Center v Orlandu na Floridě. Mezi lety 1997 a 2004 zápasil pro World Wrestling Federation/Entertainment se jmény Prince Albert, Albert a A-Train. Jednou držel Intercontinental Championship. Když opustil WWE, pracoval pro New Japan Pro Wrestling jako Giant Bernard. Tam se stal dvakrát IWGP Tag Team šampionem a společně s Karlem Andersonem překonali rekord v nejdelším držení tohoto titulu. Společně s Andersonem byl i jednou GHC Tag Team šampionem a to v Pro Wrestling Noah. Po svém návratu do WWE v roce 2012 porazil aktuálního WWE šampiona CM Punka a 12násobného světového šampiona Johna Cenu.

## Osobní život
3. září 2005 se oženil s Farah Louise. Na začátku roku 2012 se páru narodila první dcera. Mimoto má Matthew 28 piercingů všude po těle a první z nich si nechal udělat ve čtrnácti letech.

## Ve wrestlingu
- Zakončovací chvaty
  - Jako Lord Tensai/Tensai
    - Chokebomb pin
    - Clawhold STO

  - Jako Giant Bernard
    - Bernard Bomb (Elevated sitout powerbomb)
    - Bernard Driver (Reverse piledriver)

  - Jako A-Train
    - Derailer (Chokebomb pin)
    - Train Wreck (Overhead gutwrench backbreaker rack drop)

  - Jako Prince Albert / Albert
    - Baldo Bomb (Chokebomb pin)
- Ostatní chvaty
  - Bicycle kick
  - Body avalanche
  - Corner slingshot splash
  - Decapitator (Catapult hangman)
  - Delayed double underhook suplex
  - Fireman's carry neckbreaker
  - Giant swing
  - Pumphandle slam
  - Running senton
  - Running splash
  - Swinging side slam
  - Throat thrust
- S Karlem Andersonem
  - Giant Gun Stun (Flapjack (Bernard) / Cutter (Anderson) kombinace)
  - Magic Killer (Aided snap swinging neckbreaker)
- S Travisem Tomkem
  - Magic Killer (Aided snap swinging neckbreaker)
- Manažeři
  - Trish Stratus
  - Bruno Lauer
  - Sakamoto
- Theme songy
  - "What 'Chu Lookin' At?" od Uncle Kracker (2001; používáno v době působení v týmu X-Factor)
  - "Shrine" od Jim Johnston (2. dubna 2012-současnost)
- Získané tituly
  - Impact Zone Wrestling

- - IZW Heavyweight Championship (1krát)
  - Elite Xtreme Wrestling

- - EXW Tag Team Championship (1krát)
  - New Japan Pro Wrestling

- - IWGP Tag Team Championship (2krát)
  - G1 Tag League (2007,2009)
  - New Japan Cup 2006
  - Power Pro Wrestling

- - PPW Heavyweight Championship (1krát)
  - PPW Young Guns Championship (1krát)
  - Pro Wrestling Noah

- - GHC Tag Team Championship (1krát)
  - World Wrestling Federation/WWF

- - WWF Intercontinental Championship (1krát)